# Crisis de los Sudetes
La Crisis de los Sudetes (en alemán Sudetenkrise) es el nombre dado a los sucesos que tuvieron lugar del 1 al 10 de octubre de 1938 en relación con los alemanes de los Sudetes (en alemán: "Sudetendeutsche"), es decir, alemanes étnicos que vivían en Bohemia, Moravia y Silesia oriental, donde componían la mayor parte de la población. Las raíces del conflicto comenzaron tras la Primera Guerra Mundial y el desmembramiento del Imperio austrohúngaro, cuando esas tierras fueron adjudicadas a Checoslovaquia (actualmente en la República Checa) por decisión de los países vencedores, con total independencia a la historia étnica del lugar. El 16 de marzo de 1939 se creó el Protectorado de Bohemia y Moravia.

## Precedentes

Mapa de mayoría germana en 1938 (en negro). Popularmente, estos territorios se denominaron Sudetenland entre 1938 y el final de la II Guerra Mundial.

El conflicto comenzó en 1918, tras la Primera Guerra Mundial, cuando el Imperio austrohúngaro, que era multiétnico, se desmembró. Entonces, los alemanes étnicos de dicho imperio rápidamente fundaron la República de Austria Alemana y pidieron su anexión a Alemania. No querían fundar un país aparte bajo el nombre de Austria ya que ellos no eran una nación en sí, sino solamente uno de los grupos étnicos (alemanes étnicos) del desaparecido imperio. A su vez, los alemanes étnicos que habían quedado separados de los primeros porque sus tierras habían sido adjudicadas a Checoslovaquia, los alemanes de los Sudetes, pidieron su unión a la República de Austria Alemana (ya que anteriormente ellos también eran parte del Imperio austrohúngaro), para después poder unirse todos juntos a Alemania. Sin embargo, los miembros de la Entente Cordiale se lo prohibieron: determinaron que los primeros debían quedar en un país llamado Austria (les prohibieron incluso el nombre de Austria Alemana) y que los segundos debían vivir como minoría étnica en un país extraño: Checoslovaquia. Además, determinaron que una parte del territorio de la República de Austria Alemana sería adjudicado a Italia, con toda su población de alemanes étnicos, que quedaría dividida de los austríacos. Los grandes sufrimientos infligidos por estas políticas que desmembraron por la fuerza a una nación que deseaba permanecer unida inducirían el clima propicio para los emergentes políticos.
Desde la creación de  Checoslovaquia en 1918, se creó la expresión alemana Sudetenland para designar los territorios de la población alemana que habitaba Moravia y, sobre todo, la frontera de Bohemia con la Silesia alemana, Sajonia y Baviera. Dicha minoría, que representaba más del 30 % de la población total de estos territorios (de una población total de unos 3,5 millones de habitantes), conservaba la cultura y las tradiciones alemanas. Eran descendientes de colonos alemanes invitados por los reyes de Bohemia a poblar la región a partir del siglo XIII.
El 1  de octubre de 1933 se creó el Partido Alemán de los Sudetes, que acabó reclamando la adhesión de la región al Tercer Reich. Dirigido por Konrad Henlein y su lugarteniente Karl Hermann Frank, el partido pactó secretamente con el Partido Nacionalsocialista alemán, que acababa de alcanzar el poder, pese a que en sus orígenes este partido no estaba vinculado a la ideología nazi y solo recurrió a él como un recurso para resolver la situación con Checoslovaquia. Tras su victoria electoral en 1935 (alrededor del 80 % del voto alemán) reclamaron la formación de un Estado federal checo, que fue rechazado por el Gobierno central.

## Desencadenamiento de la crisis

### Hitler aumenta la presión
Tras la anexión de Austria en marzo de 1938, Hitler se erigió como defensor de los alemanes de Checoslovaquia cuyos reclamos nunca habían sido escuchados por los países vencedores de la Primera Guerra Mundial. Esta situación hizo que el largo conflicto irresuelto de los alemanes de los Sudetes fuera conocido por todo el mundo. El Partido Alemán de los Sudetes promulgó los decretos de Carlsbad el 24  de abril de  1938, en los que exigía autonomía y libertad para profesar la ideología nazi, ya que era la única que había recogido su reclamo. El Reino Unido de Gran Bretaña e Irlanda del Norte envió a Lord Runciman para negociar un acuerdo con el gobierno checo, liderado por el entonces presidente Edvard Beneš (quien más tarde confiscaría todos los bienes de los alemanes de los Sudetes, solo basándose en criterios étnicos). Hitler envió entonces a Henlein a negociar, pero el gobierno checo no aceptó las demandas.

### Posturas francesa, soviética y británica

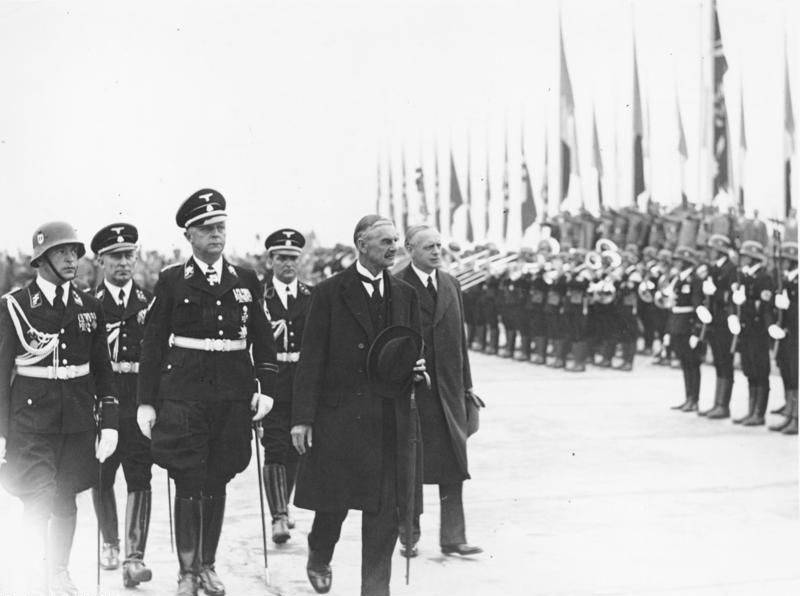
Llegada del primer ministro británico Neville Chamberlain a Múnich. Chamberlain ya había accedido a desmembrar Checoslovaquia dos semanas antes.

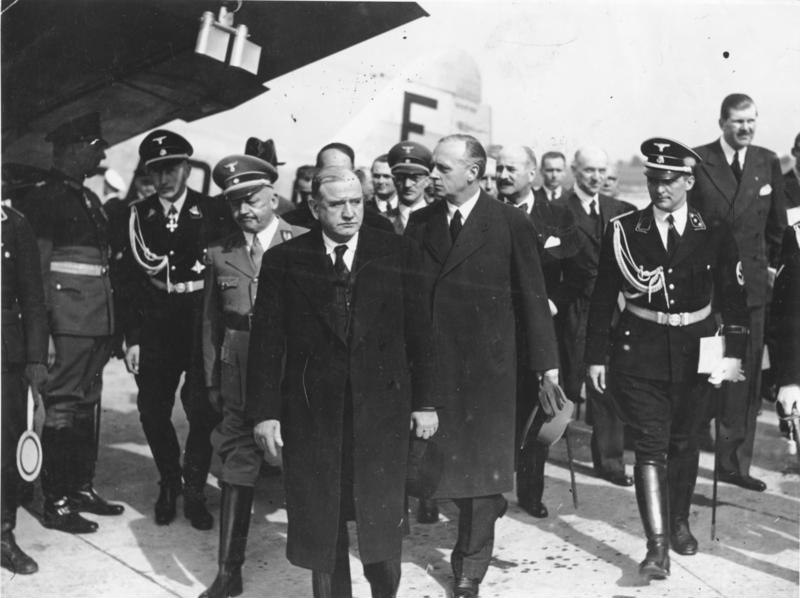
El primer ministro francés Édouard Daladier, que quebrantó la alianza con Checoslovaquia, llegando a Múnich el.

Francia y la URSS apoyaron a Checoslovaquia sin mucho entusiasmo, mientras que el Reino Unido intentaba mostrarse conciliador a través de los gestos de Lord Runciman y las entrevistas del primer ministro Neville Chamberlain con Hitler en Berchtesgaden (16 de septiembre de 1938), donde finalmente reconocieron que los Sudetes eran alemanes, y se acordó la cesión de amplios territorios fronterizos a Alemania. 
La situación más incómoda era la francesa, ya que este país tenía un tratado de alianza con Checoslovaquia que obligaba a cada parte a acudir en ayuda de la otra en caso de ser agredida. La Unión Soviética, por su parte, también tenía un tratado defensivo con los checoslovacos, pero solo estaban obligados a prestarles auxilio si antes lo hacía Francia, que parecía cada vez más inclinada a reconocer que el asunto de los Sudetes era un histórico conflicto irresuelto. Los soviéticos, sin embargo, declararon hasta el final de la crisis estar dispuestos a ir más allá de lo que estaban obligados, y prestar apoyo unilateral a Checoslovaquia, incluso si Francia faltaba a su compromiso.
El día 21, Hitler añadió a sus reivindicaciones antiguos territorios alemanes adjudicados a Polonia (Cieszyn checoslovaco) y Hungría por los vencedores de la I Guerra Mundial. En Godesberg (22-24 de septiembre) volvió a entrevistarse con Chamberlain y reclamó no solo su anexión a Alemania, sino la completa ocupación militar. Benito Mussolini intervino como mediador y propuso una reunión de potencias en Múnich. El mismo día, el embajador soviético en Praga confirmó al presidente checoslovaco, a requerimiento de este, la disposición de su país para ayudar a Checoslovaquia simplemente con que esta acuda a la Sociedad de Naciones para pedir amparo ante la «agresión alemana», sin necesidad de esperar el veredicto de la organización.
A pesar de ciertas concesiones hechas por Praga, Checoslovaquia movilizó sus tropas el 23 de septiembre. Sin embargo, pese a contar con el apoyo teórico de la URSS (que, estrictamente, dependía de la intervención francesa), y también con un ejército moderno y preparado, así como con unas defensas fronterizas muy poderosas, terminó abandonando toda resistencia a la invasión alemana, ante la falta de apoyo de las potencias occidentales.

### La situación militar

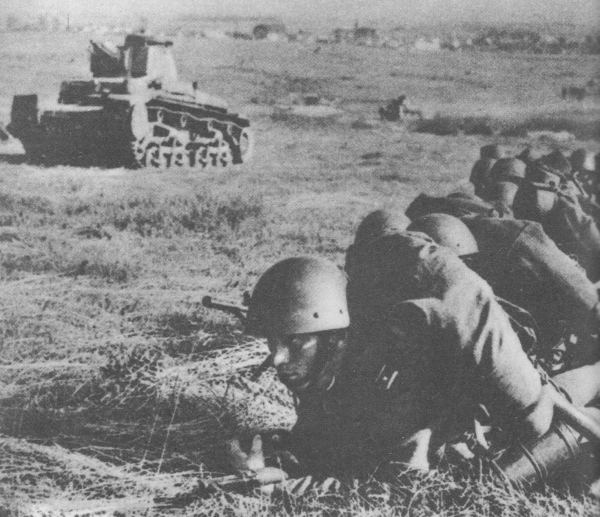
Maniobras del ejército checoslovaco en 1938.

En septiembre de 1938, Alemania contaba con 45 divisiones, sin ninguna división de reserva. De ellas, solo 37 podían utilizarse contra Checoslovaquia, dejando con ello el resto de las fronteras prácticamente indefensas. A estas fuerzas se podían añadir un máximo de 4 regimientos motorizados de las SS. Por otra parte, las fortificaciones alemanas occidentales contra una posible invasión francesa no estaban listas.
Por su parte, Checoslovaquia contaba con 17 divisiones de infantería y 4 divisiones móviles en tiempo de paz, y otras 17 divisiones tras la movilización general, además de 4 formaciones del mismo tamaño ocupando las fortificaciones fronterizas y unos 138 batallones de personal militarizado (guardias de frontera, ferrocarriles, aduanas...), equiparables a otras 14-15 divisiones, sumando unas 57 divisiones en total. Checoslovaquia podía movilizar, incluyendo únicamente a la primera reserva y parte de la segunda, cerca de 1.250.000 hombres con formación militar, frente a unos 1.100.000 de Alemania.
La Luftwaffe disponía de unos 2.900-3.200 aparatos, pero únicamente disponía de personal para mantener operativos unos 1.080 para cubrir todas las fronteras. Frente a ellos, Checoslovaquia contaba con unos 1.200-1.600 aviones, de los que unos 520 podían estar operativos. Los pilotos checoslovacos eran considerados más experimentados que los alemanes. Además, las condiciones meteorológicas del invierno de 1938 hubieran impedido a la aviación intervenir la mayor parte del tiempo.
Los checoslovacos poseían ciertas ventajas adicionales: la posición central que permitiría el traslado de tropas de una parte a otra del frente, la condición escarpada y boscosa de la frontera y las fuertes defensas (campos minados, fuertes, nidos de ametralladoras y abundante artillería). Por su parte, las existencias de municiones alemanas solo permitían seis semanas seguidas de combates.
Checoslovaquia contaba con el apoyo soviético fuese cual fuese la postura francesa (confirmado el 20 de septiembre de 1938, tras la consulta checoslovaca). El día 21 se ordenó por la parte soviética la movilización parcial en Ucrania: se movilizó el equivalente a más de 90 divisiones, pero este hecho solo se comunicó a los posibles aliados el día 25, cuando ya se había aceptado la cesión territorial (21 de septiembre de 1938). Rumanía no tenía capacidad para impedir el paso de los aviones soviéticos hacia Checoslovaquia, e incluso declaró a Francia estar dispuesta a ignorar la violación del espacio aéreo si los aviones volaban a suficiente altura. A su vez, Polonia recibió aviso de que la Unión Soviética rescindiría el pacto de no agresión de 1932 si invadía Teschen, y consideraría el ataque como una agresión sin provocación previa.
Checoslovaquia ordenó la movilización general el 22 de septiembre de 1938 y Francia la parcial el 24. Francia podía llegar a movilizar unas 70 divisiones y Reino Unido tenía previsto enviar 5 al continente en caso necesario.
El jefe del Estado Mayor checoslovaco calculaba poder resistir 3 semanas el ataque alemán, y el servicio secreto francés estimaba que podía aguantar un mes. El plan alemán requería el éxito de la invasión en unos pocos días para evitar el contraataque del ejército francés, que necesitaba solo 4 días para la movilización parcial y 17 para la general.

### Ultimátum alemán y cesión occidental

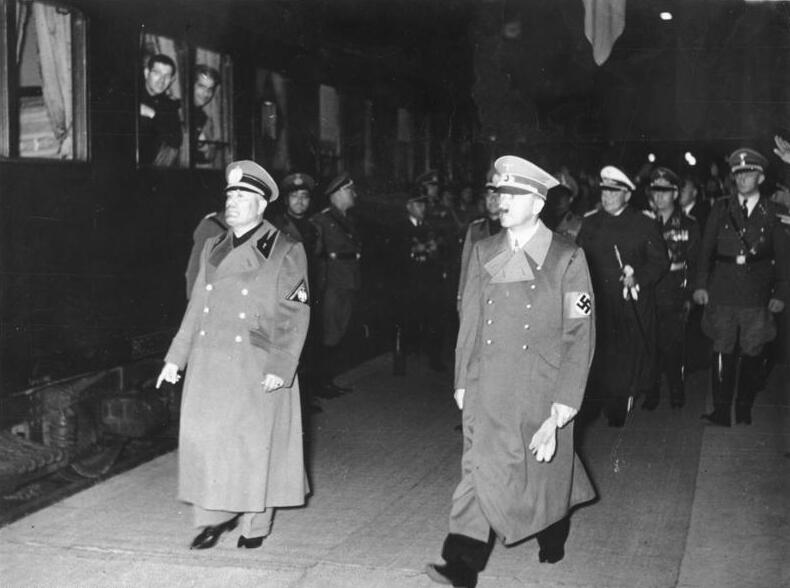
Hitler despide a Mussolini tras la conclusión del acuerdo con Francia y Gran Bretaña.

El 30 de septiembre de 1938, a través de los acuerdos de Múnich, las potencias Inglaterra, Francia e Italia reconocieron oficialmente que los Sudetes eran alemanes. Los documentos fueron firmados por Hitler, Mussolini, Chamberlain y Daladier, primer ministro francés, prometiendo además Alemania un plebiscito, que Chamberlain aceptó en un esfuerzo por evitar la guerra. Estos acuerdos indignaron a Checoslovaquia, que no había sido invitada a participar en ellos, y a la que solo se le comunicó el resultado.

## Anexión alemana

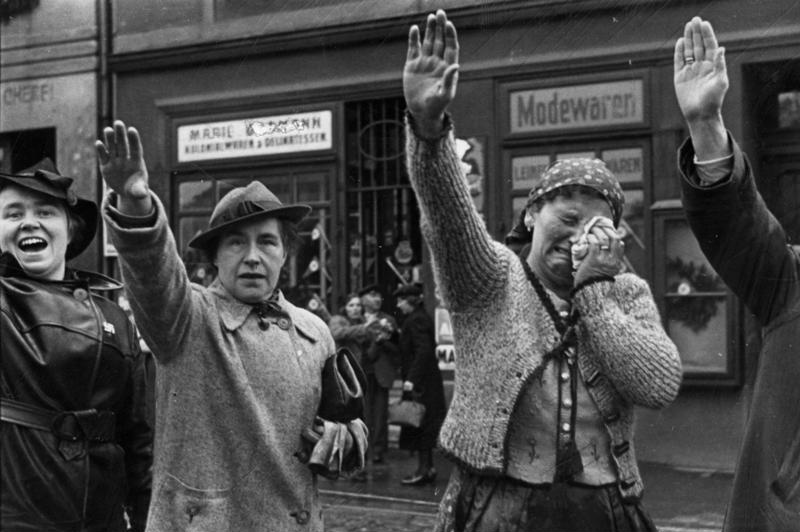
Muestras de emoción frente a la entrada de las tropas alemanas a los Sudetes, octubre de 1938.

La ocupación acordada por parte de Alemania se realizó del 1 al 10 de octubre de 1938, restándole con ello cerca de 30.000 km² a Checoslovaquia, sin que las otras potencias europeas reaccionaran en contra. Tras ello, la mayor parte de la población checa de los Sudetes fue expulsada hacia los nuevos límites de su país. A finales de 1938 desapareció el Partido Alemán de los Sudetes y se fusionó con el Partido Nazi Alemán. Checoslovaquia, sin embargo, seguía resistiéndose a los Acuerdos de Múnich y en marzo de 1939 Alemania la ocupó.
Tras el triunfo de los países aliados en la Segunda Guerra Mundial, nuevamente la población de alemanes étnicos fue desmembrada, reeditando así las decisiones que ya habían tomado los países vencedores de la I Guerra Mundial, y que habían provocado el surgimiento de la II. Así, los Sudetes fueron nuevamente adjudicados Checoslovaquia y Austria fue obligada a constituirse como un país independiente, dividiendo nuevamente por la fuerza a la población civil alemana, con independencia a la ideología de sus miembros. Los tristemente célebres Decretos de Beneš, además, confiscaron todas las propiedades a los alemanes étnicos, basándose sólo en criterios étnicos, y la población de origen alemán fue masivamente expulsada de Checoslovaquia y del resto de Europa. Los alemanes étnicos bajo la órbita de la URSS, por su parte, fueron deportados a campos de concentración gulags ubicados en Siberia y otras partes de Asia, donde sufrieron un genocidio.